# Sibianor annae
Sibianor annae is een spinnensoort in de taxonomische indeling van de springspinnen (Salticidae).
Het dier behoort tot het geslacht Sibianor. De wetenschappelijke naam van de soort werd voor het eerst geldig gepubliceerd in 2001 door Dmitri Viktorovich Logunov.